# José Carlos Barbosa
José Carlos Barbosa, né le 26 octobre 1964, est un homme politique brésilien, affilié au Parti progressiste, est élu vice-gouverneur du Mato Grosso do Sul en 2022, avec le gouverneur Eduardo Riedel.

## Biographie
Il commence sa carrière à l'âge de 13 ans, en 1977, il travaille comme banquier et étudie le droit au Collège Unigran du Brésil, à Dourados (Mato Grosso do Sul).
En 1989, il devient maire d'Angélica , à l'âge de 23 ans, En 2007 il reprend SANESUL - Mato Grosso do Sul Sanitation Company . En 2012, il est élu président de AESBE - Association brésilienne des entreprises d'assainissement de l'État. En 2014, il est élu député d'État au Mato Grosso do Sul, En 2016, il est secrétaire au SEJUSP - Secrétaire d'État à la justice et à la sécurité publique . 
En 2014, José Carlos Barbosa a été élu avec 21 554 voix pour occuper le poste de député d'État à l'Assemblée législative du MS. En 2016, à l'invitation du gouverneur Reinaldo Azambuja, il est nommé à l'un des portefeuilles les plus importants du gouvernement du Mato Grosso do Sul, celui de secrétaire d'État à la justice et à la sécurité publique (Sejusp). En 2019, il est élu pour un deuxième mandat de député d'État au Mato Grosso do Sul .